# Свети Ђорђе (Пела)
Свети Ђорђе (грч. Άγιος Γεώργιος, Ајос Георгиос) је насељено место у општини Пела у периферији Средишња Македонија, Грчка. Према попису из 2021. године било је 183 становника.
Према бугарском географу и историчару, Василу Канчову, у Светом Ђорђу је 1900. године живело 160 Словена хришћана. Македонски историчар Тодор Симовски, 1998. године наводи да је Свети Ђорђе словенско насеље.